# Agarenski
Agarenski (en rus: Агаренский) és un poble (un possiólok) de l'óblast de Rostov, a Rússia, que en el cens del 2010 tenia 388 habitants, pertany al municipi de Guigant.